# Campionati norvegesi di sci alpino 2024
I Campionati norvegesi di sci alpino 2024 si sono svolti a Hafjell dal 4 al 7 aprile; sono stati assegnati i titoli di discesa libera, supergigante, slalom gigante e slalom speciale, sia maschili sia femminili. 
Trattandosi di competizioni valide anche ai fini del punteggio FIS, vi hanno potuto partecipare anche sciatori di altre federazioni, senza che questo consentisse loro di concorrere al titolo nazionale norvegese. 

## Risultati

### Uomini

#### Discesa libera
| Pos. | Atleta                   | Nazione  | Tempo   |
| ---- | ------------------------ | -------- | ------- |
| 1    | Simen Sellæg             | Norvegia | 1:09,86 |
| 2    | Jonas Buer               | Norvegia | 1:10,11 |
| 3    | Fredrik Møller           | Norvegia | 1:10,40 |
| 4    | Johs Bråthen Herland     | Norvegia | 1:10,73 |
| 5    | Magnus Brevik            | Norvegia | 1:10,80 |
| 6    | Vetle Fjellstad Fosse    | Norvegia | 1:10,87 |
| 7    | Aksel Hammer             | Norvegia | 1:10,88 |
| 8    | Markus Nordgård Fossland | Norvegia | 1:10,94 |
| 9    | Nikolai Larsen           | Norvegia | 1:10,95 |
| 9    | Fabian Spone             | Norvegia | 1:10,95 |

Data: 4 aprile

#### Supergigante
| Pos. | Atleta                   | Nazione  | Tempo   |
| ---- | ------------------------ | -------- | ------- |
| 1    | Markus Nordgård Fossland | Norvegia | 1:14,35 |
| 2    | Johs Bråthen Herland     | Norvegia | 1:14,43 |
| 3    | Fredrik Møller           | Norvegia | 1:14,49 |
| 4    | Victor Rygh Kjelsli      | Norvegia | 1:14,66 |
| 5    | Simen Sellæg             | Norvegia | 1:15,07 |
| 6    | Jonas Buer               | Norvegia | 1:15,08 |
| 7    | Vetle Fjellstad Fosse    | Norvegia | 1:15,33 |
| 8    | Magnus Brevik            | Norvegia | 1:15,34 |
| 8    | Nikolai Larsen           | Norvegia | 1:15,34 |
| 10   | Sebastian Espen Bengston | Norvegia | 1:15,39 |

Data: 5 aprile

#### Slalom gigante
| Pos. | Atleta                   | Nazione  | Tempo   |
| ---- | ------------------------ | -------- | ------- |
| 1    | Eirik Hystad Solberg     | Norvegia | 2:31,41 |
| 2    | Theodor Brækken          | Norvegia | 2:31,78 |
| 3    | Halvor Hilde Gunleiksrud | Norvegia | 2:32,00 |
| 4    | Atle Lie McGrath         | Norvegia | 2:33,02 |
| 5    | Jesper Wahlqvist         | Norvegia | 2:32,58 |
| 6    | Hans Grahl-Madsen        | Norvegia | 2:32,61 |
| 7    | Fredrik Møller           | Norvegia | 2:32,81 |
| 8    | Oscar Andreas Sandvik    | Norvegia | 2:33,18 |
| 9    | Victor Rygh Kjelsli      | Norvegia | 2:33,18 |
| 10   | Mikkel Remsøy            | Norvegia | 2:33,23 |

Data: 6 aprile

#### Slalom speciale
| Pos. | Atleta                 | Nazione  | Tempo   |
| ---- | ---------------------- | -------- | ------- |
| 1    | Oscar Andreas Sandvik  | Norvegia | 1:38,83 |
| 2    | Sebastian Foss Solevåg | Norvegia | 1:38,96 |
| 3    | Theodor Brækken        | Norvegia | 1:39,13 |
| 4    | Timon Haugan           | Norvegia | 1:39,55 |
| 5    | Hans Grahl-Madsen      | Norvegia | 1:40,93 |
| 6    | Mikkel Remsøy          | Norvegia | 1:41,90 |
| 7    | Mathias Høiby          | Norvegia | 1:41,93 |
| 8    | Tinius Aagesen         | Norvegia | 1:40,07 |
| 9    | Anders Langfeldt       | Norvegia | 1:42,83 |
| 10   | Rasmus Bakkevig        | Norvegia | 1:43,22 |

Data: 7 aprile

### Donne

#### Discesa libera
| Pos. | Atleta                       | Nazione  | Tempo   |
| ---- | ---------------------------- | -------- | ------- |
| 1    | Kajsa Vickhoff Lie           | Norvegia | 1:12,40 |
| 2    | Marte Monsen                 | Norvegia | 1:12,64 |
| 3    | Eva Unhjem Johansen          | Norvegia | 1:14,30 |
| 4    | Malin Holten-Sund            | Norvegia | 1:14,49 |
| 5    | Emelie Smedsrud Grobstok     | Norvegia | 1:14,54 |
| 6    | Alexandra Gleditsch Melgaard | Norvegia | 1:15,04 |
| 7    | Felin Borge-Andersen         | Norvegia | 1:15,58 |
| 8    | Helene Winnem Johnsen        | Norvegia | 1:16,18 |
| 9    | Ingrid Flisen                | Norvegia | 1:16,81 |
| 10   | Mathilde Greibrokk           | Norvegia | 1:17,00 |

Data: 4 aprile

#### Supergigante
| Pos. | Atleta                       | Nazione  | Tempo   |
| ---- | ---------------------------- | -------- | ------- |
| 1    | Kajsa Vickhoff Lie           | Norvegia | 1:17,38 |
| 2    | Thea Louise Stjernesund      | Norvegia | 1:17,95 |
| 3    | Alexandra Gleditsch Melgaard | Norvegia | 1:18,89 |
| 4    | Christina Jacobsen           | Norvegia | 1:19,15 |
| 5    | Eva Unhjem Johansen          | Norvegia | 1:19,90 |
| 6    | Pia Sylvester-Davik          | Norvegia | 1:20,77 |
| 7    | Ingrid Flisen                | Norvegia | 1:20,91 |
| 8    | Mathilde Greibrokk           | Norvegia | 1:21,18 |
| 9    | Helene Winnem Johnsen        | Norvegia | 1:21,37 |
| 10   | Felin Borge-Andersen         | Norvegia | 1:21,67 |

Data: 5 aprile

#### Slalom gigante
| Pos. | Atleta                  | Nazione  | Tempo   |
| ---- | ----------------------- | -------- | ------- |
| 1    | Thea Louise Stjernesund | Norvegia | 2:39,52 |
| 2    | Kristin Lysdahl         | Norvegia | 2:40,12 |
| 3    | Kajsa Vickhoff Lie      | Norvegia | 2:40,29 |
| 4    | Bianca Bakke Westhoff   | Norvegia | 2:40,60 |
| 5    | Marte Monsen            | Norvegia | 2:41,96 |
| 6    | Mariel Kufaas           | Norvegia | 2:42,03 |
| 7    | Anine Thoresen          | Norvegia | 2:42,08 |
| 8    | Mina Fürst Holtmann     | Norvegia | 2:42,44 |
| 9    | Eva Unhjem Johansen     | Norvegia | 2:43,34 |
| 10   | Mathilde Greibrokk      | Norvegia | 2:43,43 |

Data: 6 aprile

#### Slalom speciale
| Pos. | Atleta                  | Nazione  | Tempo   |
| ---- | ----------------------- | -------- | ------- |
| 1    | Kristin Lysdahl         | Norvegia | 1:38,43 |
| 2    | Bianca Bakke Westhoff   | Norvegia | 1:39,41 |
| 3    | Thea Louise Stjernesund | Norvegia | 1:39,97 |
| 4    | Anine Thoresen          | Norvegia | 1:40,55 |
| 5    | Christina Jacobsen      | Norvegia | 1:42,35 |
| 6    | Pia Sylvester-Davik     | Norvegia | 1:42,50 |
| 7    | Ine Haugland            | Norvegia | 1:43,71 |
| 8    | Sienna Grande Bruseth   | Norvegia | 1:44,45 |
| 9    | Eva Unhjem Johansen     | Norvegia | 1:45,05 |
| 10   | Hermine Dybwad          | Norvegia | 1:45,40 |

Data: 7 aprile